# خوسيه ألفونسو مونيوث مونيوث
خوسيه ألفونسو مونيوث مونيوث (بالإسبانية: José Alfonso Muñoz Muñoz)‏ هو سياسي مكسيكي، ولد في 31 أكتوبر 1961 في المكسيك. انتخب عضو مجلس النواب المكسيك.